# 泥城
泥城，又名陸賈城，是一座遺跡地方，位於廣東省廣州市上西關西村。
舊日劉邦建立漢朝後，想將當時趙佗的南越政權解決，首次派陸賈到廣州說服其接受封號。劉邦崩呂后持政後，對南越國多有失當之政策，令趙佗與漢朝決裂。文帝即位之後，漢孝文帝元年(西元前179年)，陸賈第二次受命南下廣州，再媾和議，落足嘴頭，總算讓趙佗重新歸附。後為紀念陸賈的業績，當時陸賈落腳的地方就被改稱為陸賈城，也稱泥城，並建有陸賈亭(後被拆毀)，豎開越陸大夫駐節故地石碑。 史載：
|  | 陸賈初至南越，築城番禺西滸以待佗，名曰陸賈城，其遺址在西郊十裏，地名西場。有荔枝灣、花塢、藕塘之饒，蓋陸賈之所經營也。 |

滿清第一次鴉片戰爭期間，英軍在此登陸，進攻四方炮臺。民國25年（1936）廣州市工務所將其辟為泥城公園。

泥城遺跡留存開越陸大夫駐節故址石碑，為陸氏後人修建陸賈紀念亭時復建，於1932年1月落成，在南岸路入電業社區，位於廣州西村發電廠南門處傳達室的背牆，2003年被定為廣州市登記保護文物單位。附近剩下此碑和紀念亭的底座，以及一根柱子。

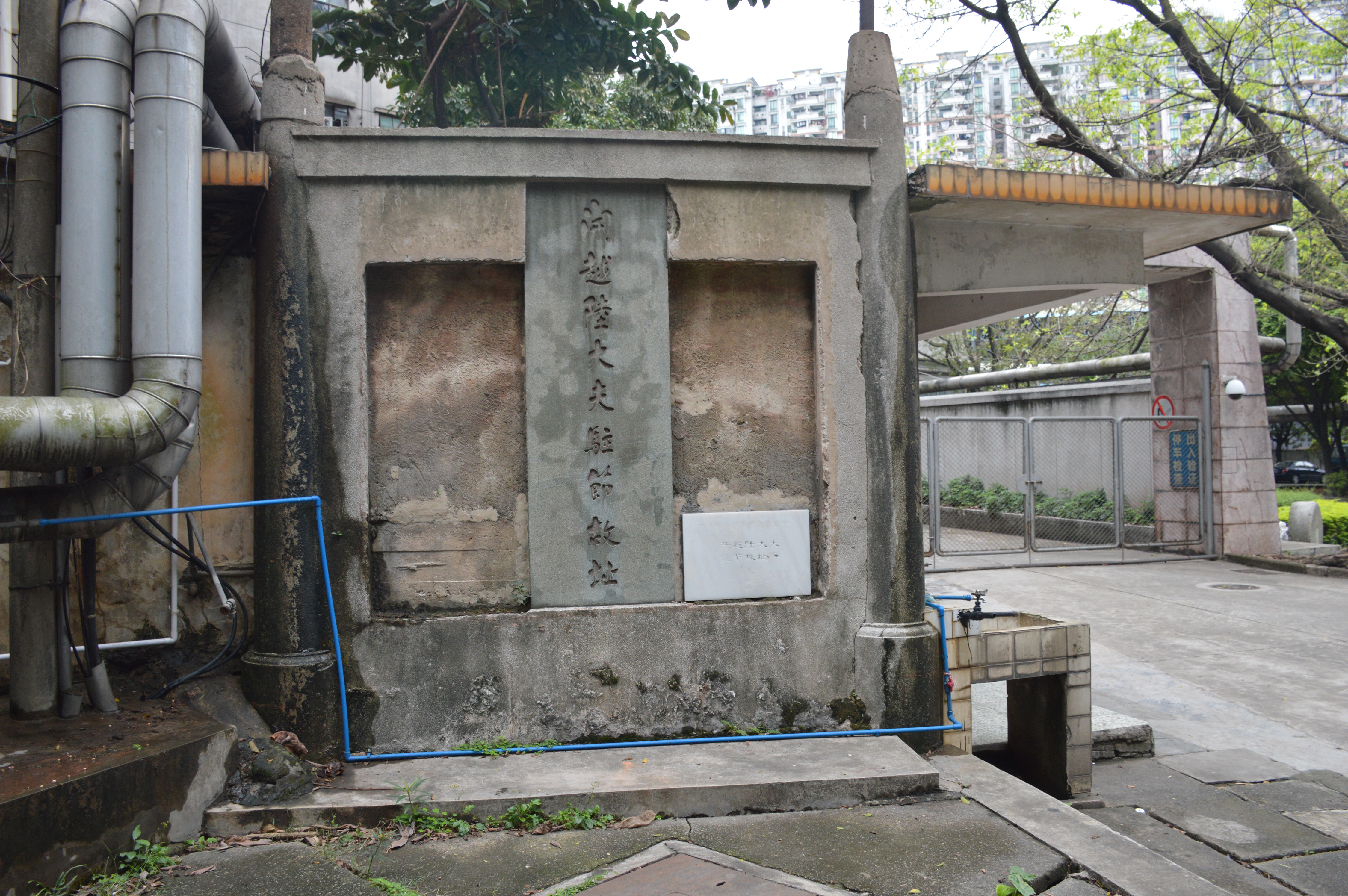
开越陆大夫驻节故址碑